# Triadica
Triadica là một chi thực vật có hoa trong họ Đại kích

## Hình ảnh

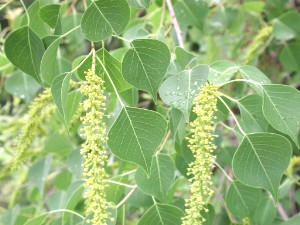
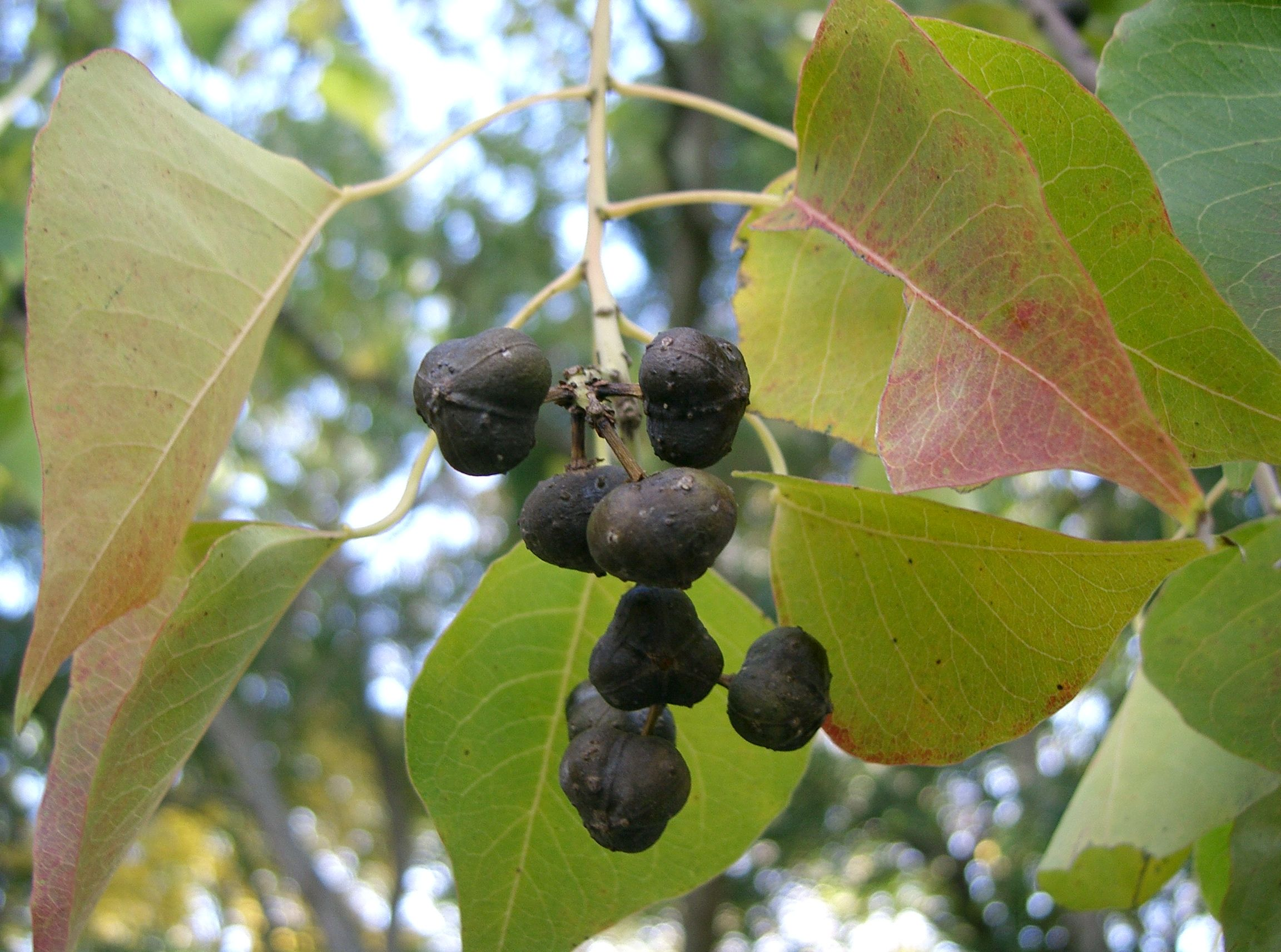
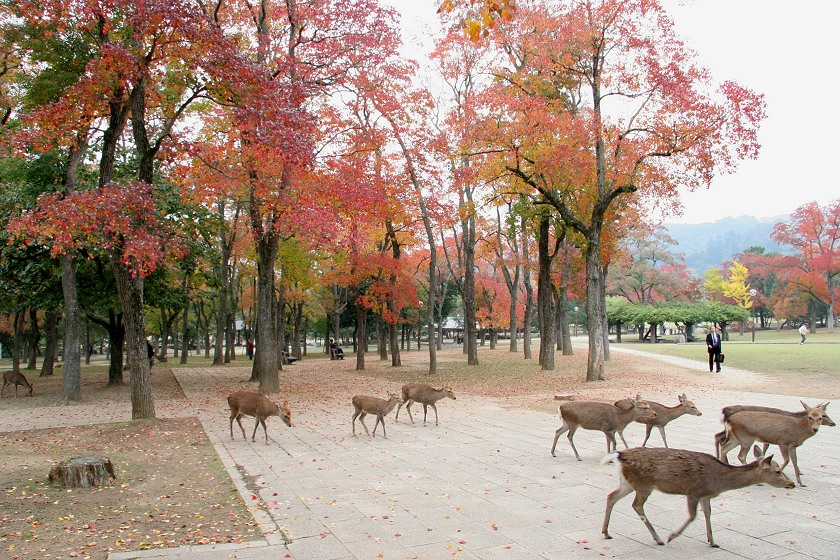

## Loài
Chi này gồm các loài sau: